# واجهة (حوسبة)

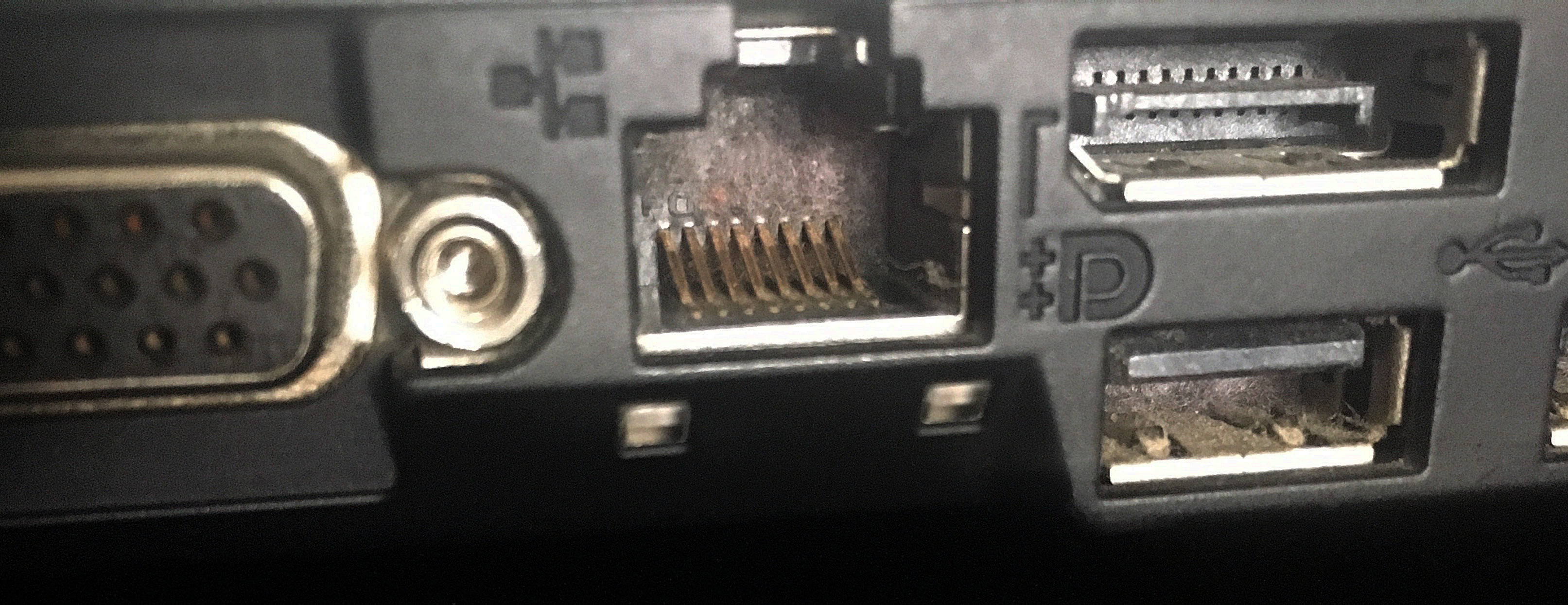

في علم الحاسوب، الواجهة هي أداة أو مفهوم يشير إلى نقطة التفاعل بين أكثر من مكوّن، ويستعمل على مستوى العتاد والبرمجيات على حد سواء. يسمح هذا لأي مكوّن -سواء كان قطعة عتاد مثل بطاقة فيديو أو قطعة برمجيات مثل متصفح الإنترنت- أن يعمل بشكل مستقل وفي نفس الوقت يستعمل الواجهات للتواصل مع مكونات أخرى عن طريق نظام للمدخلات و المخرجات و بمصاحبة البروتوكولات.